# 물 위를 걷는 여자 (영화)
"물위를 걷는 여자"는 1990년에 개봉한 대한민국의 영화인데 원작에서는 난희와 남편 재민의 불륜을 민희가 끝까지 모르는 것으로 되어 있었지만 영화에서는 이를 알게 하고 삼각관계의 마침표를 찍었다.

## 캐스팅
- 황신혜 : 난희 역
- 강문영 : 민희 역
- 이덕화 : 재민 역
- 정혜선
- 소피 디렛주이안
- 카론 진 룩
- 소피 멜윅
- 오승명
- 박희우
- 차재홍
- 김보현
- 김경란
- 김한나
- 천우용
- 이정민
- 박정은
- 심양홍 (특별출연)
- 윤여성 (특별출연)
- 성병숙 (특별출연)